# Dialeto lombardo ocidental
O lombardo ocidental ou ínsubre é um dialeto galo-itálico da língua lombarda que é reconhecido entre as línguas minoritárias europeias desde o 1981 (Relatório 4745 do Conselho da Europa) e também é incluído no Red Book on Endangered Languages da UNESCO entre as línguas merecedoras de proteção.
Como todos os idiomas e dialetos galo-itálicos apresenta fenômenos linguísticos particulares que o acercam em algumas formas à língua occitana e, em menor medida, ao francês.
O Lombardo ocidental é falado na  região de Lombardia, Itália, nas províncias de Milão, Monza, Varese, Como, Lecco, Sondrio e parte da província de Cremona (mas não na cidade de Crema), Lodi e Pavia (mas não na parte da província que está ao sul do rio Po: "Oltrepo Pavese"), e nas províncias piemontesas de Novara, Verbano-Cusio-Ossola, na Valsesia (província de Vercelli), Piemonte, e na Suíça, no Cantão de Ticino e quatro vales do Cantão dos Grisões). O dialeto central é o milanês.